# Arrondissement de Bergedorf
 (juillet 2025).
Motif : Vérifier la conformité avec les normes de Wikipédia
Bergedorf est un l'un des sept arrondissements (Bezirke) de la ville de Hambourg , en Allemagne. Il se trouve au sud-est de la ville et est situé sur la rive droite de l'Elbe. L'arrondissement comptait 129 111 habitants en 2018.
Bergedorf désigne aussi l'un des 105 quartiers (Stadteill) de la ville de Hambourg.

## Localisation et caractéristiques

Le blasonnement.

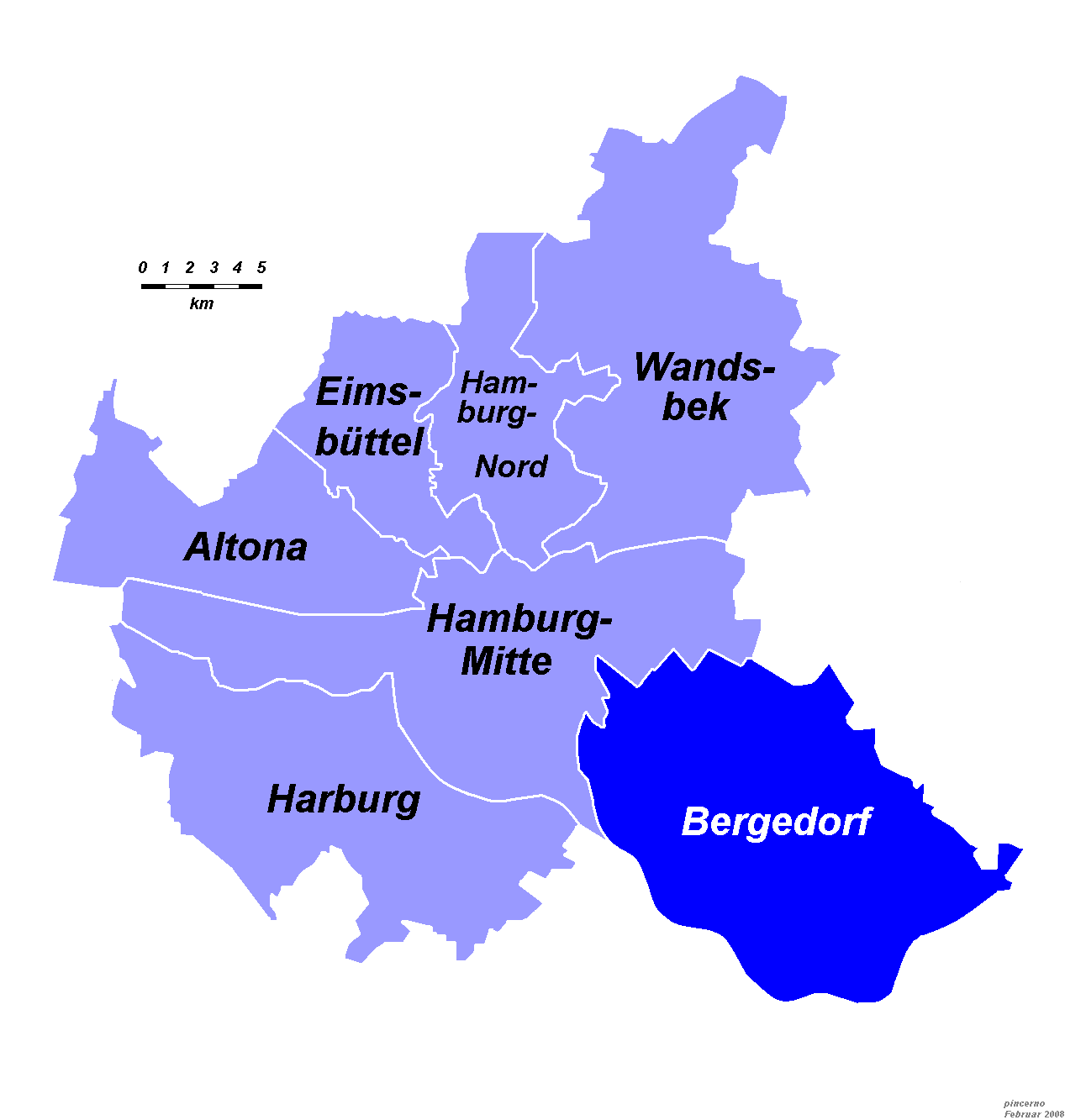
Les sept arrondissement de Hambourg, dont celui de Bergedorf.

Hambourg sur la carte des différents lands allemands.

L'arrondissement de Bergedorf est situé à environ 150 km de la frontière danoise. L'arrondissement est en contact direct avec Hambourg-Mitte, l'un des six autres arrondissements de Hambourg. Il est également en contact avec d'autres berzirke appartenant à d’autres lands allemands tels que le Schleswig-Holstein et la Basse-Saxe.
L'arrondissement de Bergedorf a pour coordonnées géographiques précises 53°29′14″N, 10°12′37″E.
| Critère                | Berzirke                                                             | Stadteill                           | land                                                      |
| ---------------------- | -------------------------------------------------------------------- | ----------------------------------- | --------------------------------------------------------- |
| traduction "littérale" | "District" ou "Arrondissement"                                       | "Quartier"                          | "territoire" ou "États"                                   |
| définition             | Grande division administrative d'une ville ou d'une région allemande | Subdivision au sein d'un Berzirke   | États fédérés composant l'Allemagne                       |
| rôle administratif     | conseil local et pouvoirs administratifs à l'échelle régionale       | pas de pouvoir administratif propre | possède son propre gouvernement et sa propre constitution |

## Accessibilité
Bergedorf possède un accès direct à plusieurs voies ferroviaire, il voit passer en son sein depuis 1965, un réseau ferroviaire composé de nos jours de 27 lignes à grandes vitesses d'une longueur totale de 881 kilomètres.
Bergedorf possède également un réseau de bus conséquent.
L'arrondissement possède aussi des ferries qui permettent de se déplacer le long de l'Elbe ou bien de passer d'une berge à l'autre.
L'entreprise l'entreprise fondatrice de cette organisation de transport en commun est la HVV (acronyme de Hamburger Verkehrsverbund soit association des transports de Hambourg en Français),elle fut fondée en 1965.

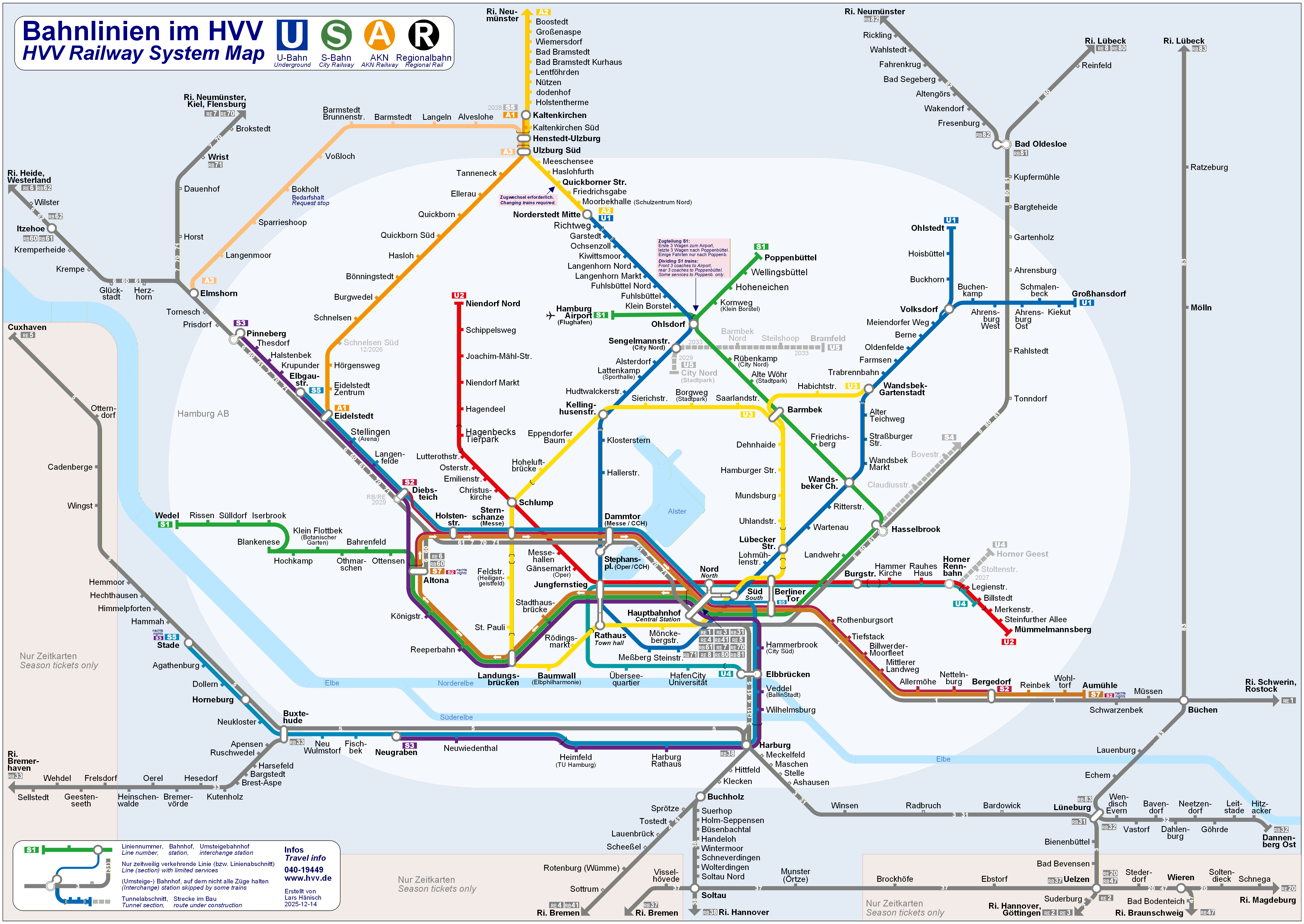
carte du réseau ferroviaire sous la responsabilité de la HVV

Le passage de l'Elbe dans l'arrondissement apporte une grande importance du point de vue du transport et de l’accessibilité à celui-ci. En effet, l'Elbe permet un accès direct au port de Hambourg (3ème port à conteneur en Europe et 21ème du monde) et garantit un accès à des marchandises maritimes.
L'arrondissement possède un réseau routier bien vascularisé, ce qui limite les embouteillages à seulement quelques uns dans les zones les plus peuplés de l'arrondissement. Il y a également la présence d'un aérodrome dans l'arrondissement de Bergedorf.

## Les caractéristiques géographiques

### Topographie
La majorité de l'arrondissement de Bergedorf se trouve à ±0 mètre au dessus de la mer, cela coïncide avec sa proximité par rapport à l'arrondissement.
Vers le nord de l'arrondissement, le relief commence à monter un peu jusqu'à atteindre 8 mètre d'altitude au niveau de la frontière avec le land Schleswig-Holstein.
L'arrondissement de Bergedorf est donc situé en grande majorité sur un plateau.

### Hydrographie

#### Fleuve
- L'Elbe

#### Affluents
- Dove Elbe
- Gose Elbe

#### Canaux
- Schleusengraben
- Neuer Schleusengraben
- Krapphofschleuse
- Kraueler Elbe
- Ostkraueler graben
- Gose-Elbe-graben
- Verteilergraben Kiebitzbrack
- Oher Verbindungsgraben
- Riepenburger Schöpfwerksgraben

#### Rivière
- Bille

#### Lacs
- Hohendeicher See
- Sandbrack
- Hover see
- Westensee
- See Hiterm Horn
- Allermöher See
- Boberger See

#### Bassins (de rétention)
- Bille Rückhaltebecken
- Eichbaumsee
- Kiebitzbrack
- Brack
- Rundbrack
- Langenbrack

#### Barrage
- Tatenberger Schleuse

#### Port
- Hafen Oortkaten

### La météorologie
| Données                     | Janvier | Février | Mars | Avril | Mai  | Juin | Juillet | Aôut | Septembre | Octobre | Novembre | Décembre |
| --------------------------- | ------- | ------- | ---- | ----- | ---- | ---- | ------- | ---- | --------- | ------- | -------- | -------- |
| Température moyenne (°C)    | 1,7     | 2       | 4,5  | 9,1   | 13,3 | 16,3 | 18,5    | 18,1 | 14,9      | 10,5    | 6        | 3        |
| Température minimale (°C)   | -0,4    | -0,5    | 0,8  | 4,4   | 8,5  | 11,8 | 14,1    | 14   | 11,3      | 7,6     | 3,8      | 1        |
| Température maximale (°C)   | 3,7     | 4,8     | 8,2  | 13,6  | 17,7 | 20,4 | 22,6    | 22,1 | 18,7      | 13,5    | 8,1      | 4,8      |
| Précipitation (mm)          | 68      | 54      | 59   | 54    | 69   | 77   | 90      | 82   | 64        | 60      | 59       | 68       |
| Humidité (%)                | 85      | 82      | 79   | 71    | 69   | 69   | 71      | 73   | 76        | 82      | 87       | 86       |
| Jours de pluie (j)          | 10      | 8       | 9    | 8     | 9    | 9    | 10      | 10   | 8         | 9       | 9        | 9        |
| Heure de soleil moyenne (h) | 2,4     | 3,5     | 4,9  | 7,9   | 9,4  | 9,7  | 9,9     | 9,2  | 6,8       | 4,8     | 3,1      | 2,3      |

## Le paysage et ses caractéristiques

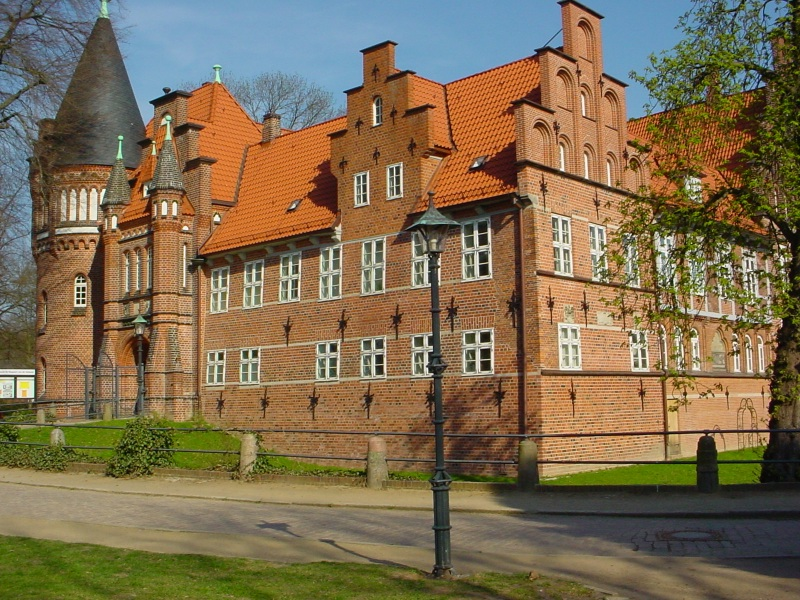
Château de Bergedorf.

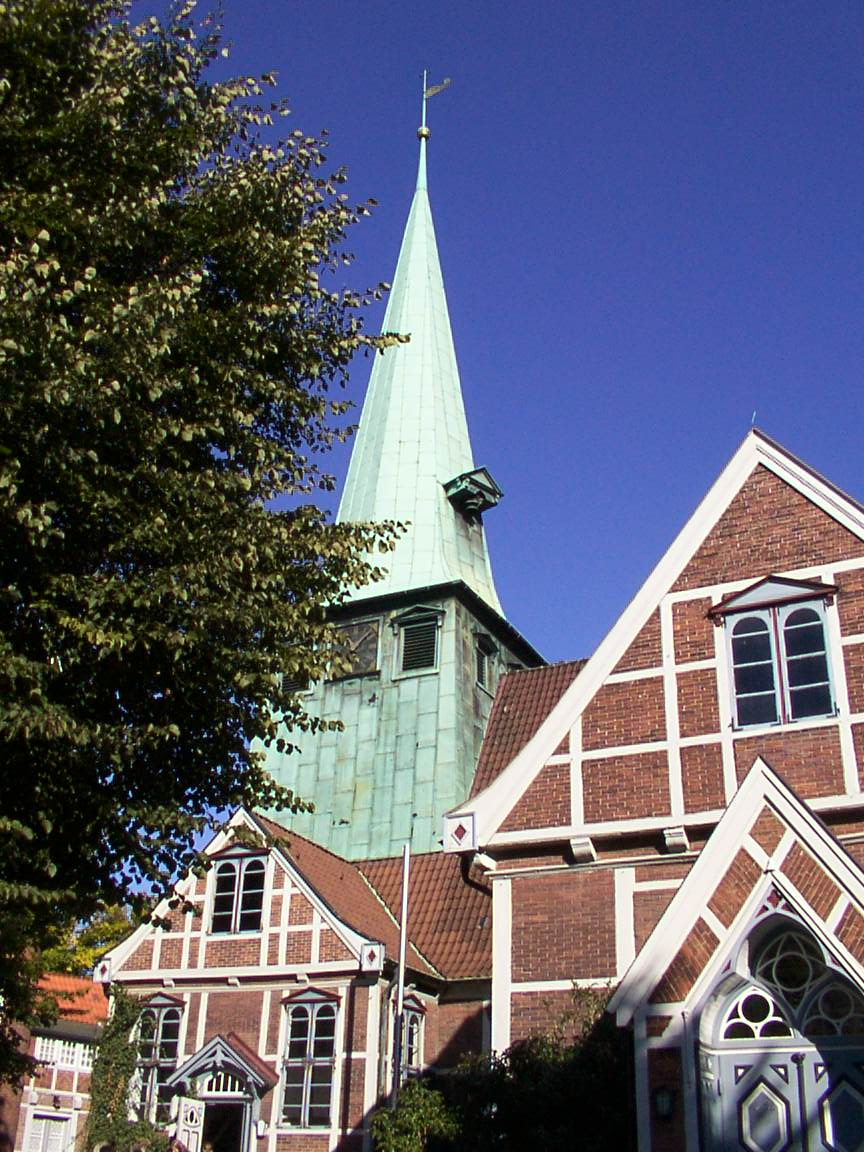
L'église St. Petri und Pauli

### Les éléments remarquables de l'arrondissement

#### Les lieux culturel et historique
- L'unique château de Hambourg encore debout de nos jours se trouve à Bergedorf (Bergedorfer Schloss).
- Le musée de Bergedorf (Museum für Bergedorf und die Vierlande)
- L'église St. Petri und Pauli

#### Espaces naturels et de loisirs
- Bergedorfer Gehölz (Parc d'environ 2 kilomètres carrés avec un réseau de grotte qui a été cartographié en 1991[3])
- Le Billtalstadion, stade de Bergedorf.
- La réserve naturelle des Vier-und Marschlande (qui a une superficie de 13 163 hectare et englobe la majorité des quartiers présents dans l'arrondissement (stadteill)).

#### Architecture et urbanisme
Bergedorf a une ancienneté historique qui fait que l'arrondissement a été influencé par de nombreux styles architecturaux d'époque différente.
- Les maisons typiques Allemandes et traditionnelles des Vierland.
- Les styles plus modernes de Neuallermöhe.

ces différences donnent du contraste à l'arrondissement et contribues à la diversité de celui-ci.

#### Gastronomie
La gastronomie joue un rôle importante étant donné que l'arrondissement est majoritairement rurale et que celui signifie donc qu'il possède une grande diversité en terme de produits agricoles.
- De nombreux marchés en tout genres dans les centres-villes[4].

- Des spécialités culinaires tels que le Käsknöpfle,les fischbrötchen et les hamburgers.
- Plusieurs cafés dans les villes ouvrent leurs portes.

#### Éducation et sciences
- L'observatoire de Hambourg est situé dans le quartier de Bergedorf. Cet observatoire astronomique est rattaché à l'Université de Hambourg.
- Il y a 22 écoles primaires et 16 écoles secondaire.

### L'occupation du sol

#### Les zones urbaines
Les zones urbaines sont les zones qui ont été urbanisé par l’homme, c’est-à-dire que l’on a modifié de manière à façonner des résidences, des commerces, etc. Les zones urbaines à Bergedorf sont placées de manière logique.
- La ville de Bergedorf centrale, collé aux villes de Allermöher et de Lohbrügge.
- Le long des principaux axes routiers pour faciliter le déplacement des riverains.
- À proximité de l'Elbe afin de profiter des voies maritimes.

#### Les espaces naturelles et agricoles
Ces espaces sont également organisés de manière logique par rapport à leurs rôles.
- Près des points d'eau afin de plus facilement pouvoir irriguer les champs.
- Le long de la berge de l'Elbe et de ses affluents pour les mêmes raisons.
- Près des grands axes routiers afin de faciliter le transport de marchandises et de produits agricoles.

#### Les zones industrielles
- À proximité de l'arrondissement de Hambourg-Mitte (berzirke) qui est bien plus industrialisé que Bergedorf.
- À proximité des zones agricoles surtout des industries détenues par des particuliers qui sont liés à l'agriculture.

#### Les zones protégées et les réserves naturelles
- Vier-und-Marschlande
- Quelques réserves situés à la frontière avec le land Schleswig-Holstein.

## Les caractéristiques politiques et socio-économiques

### superficie
Bergedorf a une superficie de 154,8 kilomètres carrés, ce qui fait de lui le plus grand des arrondissements (berzirke) de Hambourg.

### La population et la démographie
Bergedorf a une population de 129 111 habitants (d’après le dernier recensement en 2018), on peut également constater que Bergedorf à une démographie positive. En effet, en 1999 on comptait 51 752 ménages et 34,6% des ménages étaient constitués d’individus seul. Ensuite en 2006, le recensement avait compté 118 942 personnes. Ce qui correspond à une hausse (approximative) entre 1999 et 2006 de 26,53%. Par la suite, on pu également constater une hausse de 9,78% entre 2006 et 2018. Ce qui nous montre que l’évolution démographique a beau être positive elle est tout de même à la baisse (La hausse totale entre 1999 et 2018 a donc une valeur de 37,35%.

### La densité
Bergedorf à une densité de 860 habitants par kilomètre carré. D’après le recensement de 2006, on peut définir qu'en 2006 la densité avoisinait les 769 habitants par kilomètre carré.

### La structure de la population

Pyramide des âges de Hambourg en 2022

| données            | 0 - 14 ans | 15 - 29 ans | 30 - 44 ans | 44 - 59 ans | 60 - 74 ans | 75 - 89 ans | 90+ ans |
| ------------------ | ---------- | ----------- | ----------- | ----------- | ----------- | ----------- | ------- |
| Population par âge | 17 108     | 18 429      | 22945       | 24 222      | 23 999      | 12 267      | 1529    |
| Hommes par âge     | 8 793      | 9 591       | 11 850      | 12 131      | 11 564      | 5 256       | 494     |
| Femmes par âge     | 8 313      | 8 835       | 11 093      | 12 088      | 12 431      | 7 007       | 1 030   |

## Quartiers

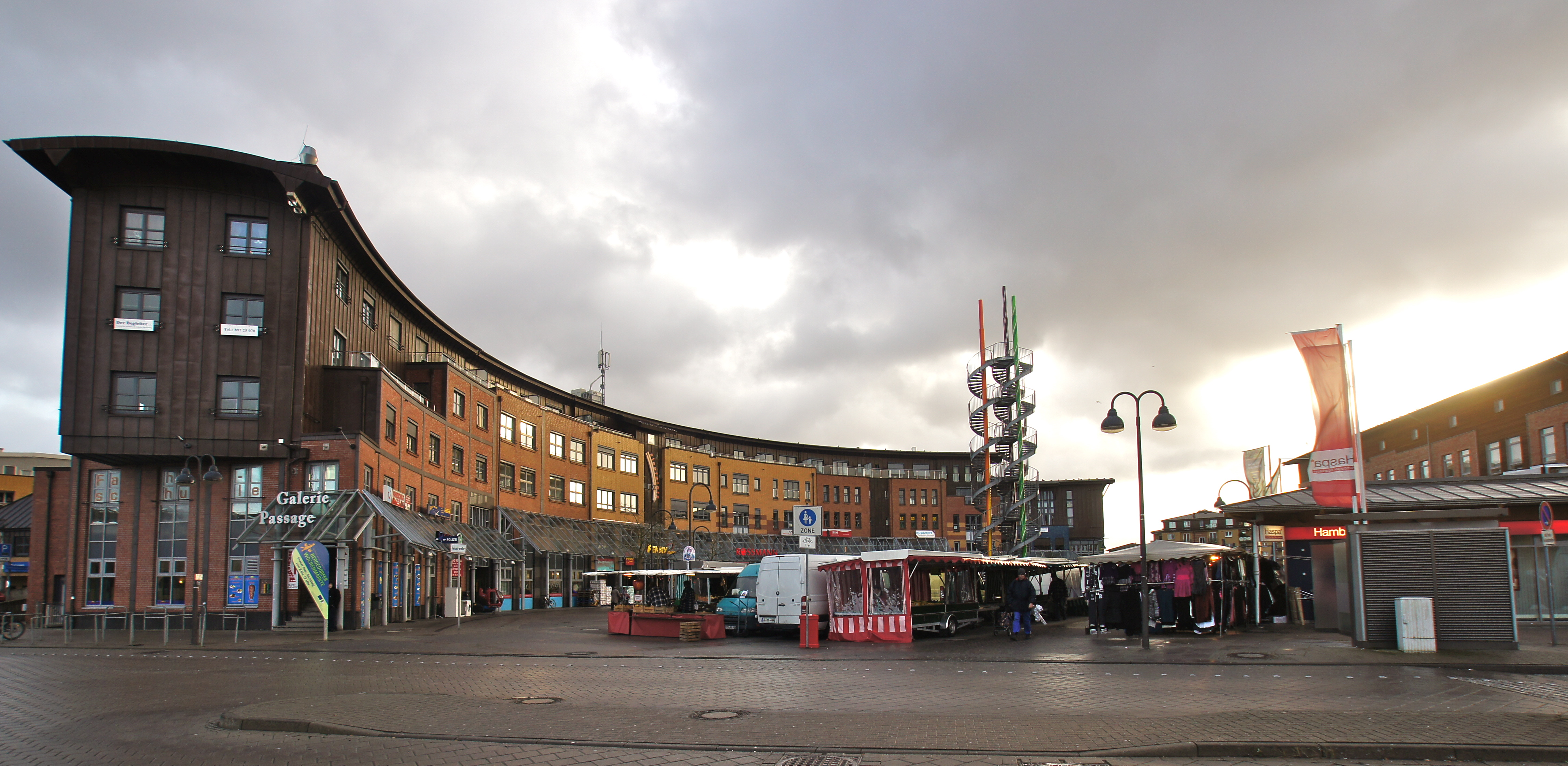
Photo de Neuallermöhe

L'arrondissement se divise en 14 quartiers :
- Bergedorf
- Lohbrügge

### Les Vierlanden
- Altengamme
- Curslack
- Kirchwerder
- Neuengamme

### Les Marschlanden
- Allermöhe
- Billwerder
- Moorfleet
- Neuallermöhe (depuis le 1er janvier 2011)
- Ochsenwerder
- Reitbrook
- Spadenland
- Tatenberg